# Ansi el-Hajj
Pour les articles homonymes, voir Hage (homonymie).
Ansi el-Hajj ou Ounsi El Hage (ounsi el-Hajj en arabe : أنسى الحاج), né le 27 juillet 1937 à Jezzine, et mort le 18 février 2014, est un poète, journaliste, essayiste et traducteur libanais.

## Biographie
Fils du journaliste et traducteur Louis Hadj et d'une mère libanaise du nom de Marie Akl El-Hadj, il termine ses études secondaires au Lycée français, puis s'inscrit à l'école supérieure La Sagesse. 
Il commence une carrière professionnelle dans le journalisme en 1956, en tant que directeur de la culture de la page du journal Al Hayat, il entre ensuite au journal Un Nahar, où il est responsable de l'édition non-politique et des pages de la rubrique culturelle. 
En 1964, il fonde la revue de poésie Al-Mulhaq qui se veut un supplément culturel de la publication du quotidien Un Nahar. Dans la première partie de cette période, entre 1964 et 1974, il travaille en coopération avec Chawki Abi Shakra sur Al Mulhaq. En plus de son poste permanent à Un Nahar, Ounsi occupe le poste de rédacteur en chef de plusieurs magazines, dont le magazine Al Hasna en 1966 et Arabes et Internationales Nahar entre 1977 et 1989.
Entre 1960 et 1994, Il publie des recueils de poésie qui lui assurent la célébrité. Ses œuvres poétiques sont traduites en plusieurs langues, dont le français, l'anglais, l'allemand, l'italien, l'espagnol et le portugais.
Il est également l'auteur de trois volumes d'essais.

## Œuvres traduites en français
- Éternité volante : anthologie poétique traduite de l'arabe, Arles, Sinbad/Actes Sud, coll. « La Bibliothèque arabe. Les littératures contemporaines », 1997  (ISBN 2-7427-1389-1)
- La Messagère aux cheveux longs jusqu'aux sources : et autres poèmes, Arles, Sinbad/Actes Sud, coll. « La petite bibliothèque de Sinbad », 2015  (ISBN 978-2-330-04892-1)